# Parathroscinus murphyi
Parathroscinus murphyi är en skalbaggsart som beskrevs av Wooldridge 1990. Parathroscinus murphyi ingår i släktet Parathroscinus och familjen lerstrandbaggar. Inga underarter finns listade i Catalogue of Life.